# Joanne Davies
Joanne „Jo“ Davies (* 10. September 1972) ist eine englische Badmintonspielerin.

## Karriere
Joanne Davies nahm 2000 an Olympia teil. Sie startete dabei im Damendoppel mit Sarah Hardaker und wurde 9. in der Endabrechnung. Neben einem nationalen Titel in England 1997 war sie international unter anderem in Wales, Mauritius, Ungarn, Tschechien und Portugal erfolgreich.

## Sportliche Erfolge
| Saison    | Veranstaltung                             | Disziplin   | Platz | Name                             |
| --------- | ----------------------------------------- | ----------- | ----- | -------------------------------- |
| 1991      | Junioren-Europameisterschaft              | Mixed       | 3     | Simon Archer / Joanne Davies     |
| 1991      | England: Einzelmeisterschaft der Junioren | Mixed       | 1     | Simon Archer / Joanne Davies     |
| 1992      | Czechoslovakian International             | Damendoppel | 1     | Tanja Groves / Joanne Davies     |
| 1992      | Portugal International                    | Damendoppel | 1     | Joanne Wright / Joanne Davies    |
| 1992      | Hungarian International                   | Damendoppel | 1     | Tanya Groves / Joanne Davies     |
| 1992/1993 | EBU Circuit                               | Damendoppel | 1     | Joanne Davies / Tanja Groves     |
| 1994      | Mauritius International                   | Mixed       | 1     | Michael Adams / Joanne Davies    |
| 1994      | Mauritius International                   | Damendoppel | 1     | Joanne Davies / Tanya Woodward   |
| 1997      | England: Einzelmeisterschaften            | Damendoppel | 1     | Nichola Beck / Joanne Davies     |
| 1998      | Hongkong Open                             | Mixed       | 3     | Nathan Robertson / Joanne Davies |
| 1999      | Welsh International                       | Mixed       | 1     | Peter Jeffrey / Joanne Davies    |
| 2000      | Olympia                                   | Damendoppel | 9     | Sarah Hardaker / Joanne Davies   |